# Ryō Ōwatari
Ryo Owatari (大渡 亮 Ōwatari Ryō??) (4 de abril de 1971 - Prefectura de Kanagawa, Japón) es un guitarrista japonés.

## Biografía
Ryo ha sido miembro de dos bandas separadas: en primer lugar la banda amateur pee-ka-boo y más tarde la un poco más reconocida Do As Infinity. 
Actualmente es la cara principal -aparte de vocalista y guitarrista- de la nueva banda fundada por él mismo Missile Innovation.
Ryo también ha realizado trabajos en solitario como guitarrista para otros artistas como Ai Otsuka y AAA: Attack All Around.